# جردن پول
جردن آنتونی پول (۱۹ ژوئن ۱۹۹۹) یک بسکتبالیست حرفه‌ای آمریکایی است که برای تیم گلدن‌استیت واریرز در ان‌بی‌ای بازی می‌کند. او در میلواکی، به دبیرستان Rufus King و در ایندیانا به دبیرستان La Lumiere می‌رفت.